# Michel Rochetel
Michel Rochetel est un artiste peintre français du XVIe siècle. Collaborateur de premier rang de Primaticcio de l'École de Fontainebleau, il est actif entre 1540 et 1552. Il subsiste de son œuvre deux dessins.

## Biographie

### École de Fontainebleau
La date de naissance de Michel Rochetel est inconnue, mais il doit avoir au moins vingt ans en 1540,. 
Il travaille  au décor de la galerie d'Ulysse du château de Fontainebleau, pour un salaire de vingt livres par mois, soit celui d'un artiste de première catégorie.
Pour une commande de François Ier et d'après des dessins de Primatice, en 1545 Rochetel peint les cartons d'une série sur les douze Apôtres, que Léonard Limosin reproduit en émail. Après la mort de François Ier, les plaques ainsi ornées sont remises à Henri II qui les offre à Diane de Poitiers, laquelle les installe dans la chapelle du château d'Anet. Il en est ainsi fait mention dans les Comptes des bâtiments royaux, année 1545 :

« A Michel Rochetel, paintre, pour avoir luy fait douze tableaux de painture de coulleurs sur pappier, chacun de deux pieds et demy, et en chacun d'iceux paint la figure de l'un des apostres, qui sont les douze apostres de Notre-Seigneur, et une bordure aussi de painture, au pourtour de chacun tableau, pour servir de patrons à l'esmailleur de Lymoges, esmailleur pour le Roy,  pour faire sur iceux patrons douze tableaux d'esmail. »

Rochetel est également employé pour une commande similaire en dessinant, sur les armoires du Cabinet du roi, Zaleucos et La Justice,.

### Paris
Il n'est plus fait mention de Michel Rochetel dans les archives de Fontainebleau après 1550, et le peintre se rend sans doute à  Paris, où sa présence est attestée en 1547. Il loge en novembre 1549 rue de la Cerisaie. En 1552, il réside probablement rue du Roi-de-Sicile,,. 
Le 31 juillet 1550, il reçoit une commande privée de Nicolas Picart, notaire et secrétaire du roi, une toile peinte du ravissement d'Helène. Le court délai imparti (le tableau doit être livré le 15 octobre) et le prix modeste demandé (sept écus d'or) laissent penser qu'il s'agit de réaliser une copie.
Le 9 septembre 1551, Rochetel est reçu « maître-peintre » sur présentation d'un chef-d’œuvre,,. Parmi les élèves œuvrant à son atelier figurent Jérôme Baullery et Didier Poulletier.
Le dernier document de référence concernant Michel Rochetel est l'acte de baptême de sa fille Marthe, en date du 22 août 1552. L'une des marraines est « Marguerite Painne », femme du peintre Luca Penni.

## Deux dessins
Un dessin de Michel Rochetel, intitulé Cérès, est conservé au Kupferstich-Kabinett de Dresde. Il est signé et daté de 1551. Un autre exemplaire se trouve à la Morgan Library and Museum à New York. La relation entre ces deux dessins est indubitable : même format, même technique, même style et une similitude dans l'inspiration.
Le dessin de New York est inspiré du livre V des Métamorphoses d'Ovide, et de la « course désespérée de Cérès à la recherche de sa fille Proserpine ». Cette identification a permis de mieux comprendre le dessin de Dresde, plus énigmatique. Selon Sylvie Béguin, « les étranges serpents du chariot de la déesse rappellent tout à fait ceux de Primaticcio pour Prudence sur les armoires du Cabinet du roi », et l'influence également de Giulio Romano est manifeste.
Pour Sylvie Béguin, « avec ces deux dessins, Michel Rochetel, un des rares collaborateurs français de premier rang de Primaticcio, émerge un peu de l'anonymat de l'École de Fontainebleau ».